# Phare de Budendey
Le phare de Budendey (en allemand : Leuchtturm Oberfeuer Bubendey-Ufer) est un phare actif situé en rive de l'Elbe, dans le quartier Waltershof à Hambourg (Land de Hambourg), en Allemagne.
Il est géré par la WSV de Hambourg .

## Histoire
Le phare arrière de Budendey-Ufer , mis en service en 1982, est un feu directionnel fonctionnant conjointement avec le phare avant. Il est sur la rive sud de l'Elbe, à l'entrée du complexe pétrolier, en aval de Hambourg. Il guide les navires vers le port.
Un projet de remplacement des deux feux directionnels est en cours.

## Description
Le phare est une tour circulaire en acier de 36 m de haut, avec une galerie de sommet. La tour est peinte en rouge avec trois bandes blanches. Son feu isophase émet, à une hauteur focale de 38 m, une lumière blanche de 4 secondes par période de 8 secondes. Sa portée est de 15 milles nautiques (environ 28 km).
Identifiant : ARLHS : FED-287 - Amirauté : B1581.71 .

## Caractéristiques dufeu maritime
Fréquence : 8 secondes (W)
- Lumière : 4 secondes
- Obscurité : 4 secondes

|                  |
| Le phare (avant) |

|                    |
| Le phare (arrière) |

### Lien connexe
- Liste des phares en Allemagne